# Peha
 (mars 2016).
Peha & Karmen Pál-Baláž, anciennement Peha, est un groupe de pop et de pop rock slovaque, originaire de Prešov. Il est formé en 1997 après que Katarína Knechtová et Martin Migaš aient quitté le groupe IMT Smile.

## Biographie
Peha est formé en 1997 lorsque d'anciens membres d'IMT Smile, Katarína Knechtová et Martin Migaš, se joignent aux membres de 67th Harlem. En 2008, Katarína Knechtová quitte le groupe et se lance dans ne carrière solo. Peha est reformé en 2018 alors que les anciens membres participent au Česko Slovenská SuperStar 2018 Karmen Pál-Baláž. Le nom de groupe change de Peha à Peha & Karmen Pál-Baláž.

## Membres
- Katarína Knechtová - chant, guitare, claviers
- Karol Sivák - guitare électrique
- Marek Belanský - basse
- Juraj Ondko - claviers
- Martin Migaš - batterie

## Discographie
- 1999 : Niečo sa chystá
- 2001 : Krajinou
- 2003 : Experiment
- 2005 : Deň medzi nedeľou a pondelkom
- 2006 : Best of